# Aetapcus maculatus
Aetapcus maculatus ist ein zu den Indianerfischen zählender Fisch, der vor der Küste Australiens vorkommt. Er ist der einzige Vertreter der Gattung Aetapcus.

## Merkmale
Die Merkmale, welche die Gattung Aetapcus von anderen Gattungen abgrenzen, wurden von Scott so beschrieben, dass der Mund im Profil nach hinten geneigt ist, Kopf und Rumpf regelmäßig angeordnete Warzen aufweisen und dass die Rückenstrahlen und Strahlen der Afterflosse sich in einer mehr oder weniger fleischigen Membran befinden.
Die Färbung der Art Aetapcus maculatus kann von Individuum zu Individuum äußerst unterschiedlich sein. Sie reicht von schmutzig gelb oder grau bis olivbraun oder orange bis rot. Auf dem Körper befinden sich dunkle Flecken. Die Flecken sind auf dem Kopf und am Körper eher klein, auf den Rücken- und Schwanzflossen eher groß.
Aetapcus maculatus hat eine Standardlänge von bis zu 22 Zentimetern, wovon der sehr große Kopf einen Längenanteil von 38 bis 50 % einnimmt. Die Art hat einen länglichen Körper, bei dem das Kopfende recht hoch ist und sich zum flachen Schwanzende hin immer weiter verjüngt. Die kleinen bis mittelgroßen Augen sind im oberen Kopfbereich positioniert. Der vertikale Mund ist vorstehend. Am Kopf befinden sich keine Stacheln. 2018 wurde im Schädelbereich die anatomische Knochenstruktur des Tränensäbels zum ersten Mal beschrieben. Der Tränensäbel lässt sich bei Gefahr abspreizen, wodurch er wie eine Klinge absteht.

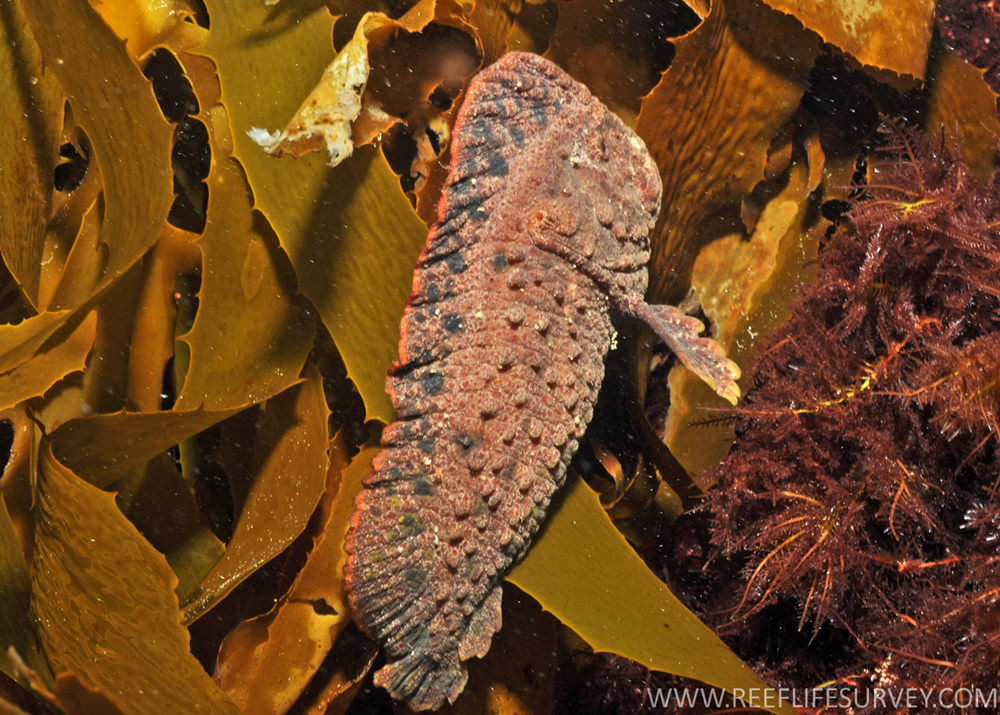
Aetapcus maculatus in seinem Lebensraum

Die Art hat keine Schuppen. Auf dem Körper und auf den Flossen von ausgewachsenen Tieren befinden sich warzenartige Strukturen und flache fleischige Beulen, die ihm seinen englischsprachigen Namen einbrachten, „warty prowfish“ (dt. warziger Bugfisch). Sie häutet sich regelmäßig, um den Bewuchs von Algen und Wirbellosen zu verhindern, dabei kommt Wasser zwischen Körper und die alte Haut, bis diese sich löst und der Fisch sich daraus herauswindet.
Aetapcus maculatus hat segmentierte, unverzweigte Flossenstrahlen. Die Flossen sind dick und fleischig. Eine einzelne große Rückenflosse entspringt vor den Augen und zieht sich bis auf die Schwanzflosse. Die Strahlen und Stacheln haben fast über die gesamte Länge der Rückenflosse eine ähnliche Länge, nur in der Nähe der Flossenmitte sind sie etwas kürzer. Während die Schwanzflosse eher klein ist, sind die Brustflossen recht groß und reichen bis über den Anus hinaus. Die Brustflossen haben verdickte Flossenstrahlen und am hinteren Rand markante Kerben.
- Flossenformel: Dorsale XVII-XXII/12-13, Anale IV-IX/3-5, Pectorale 8, Caudale 9, Ventrale I/5[2]

## Lebensweise

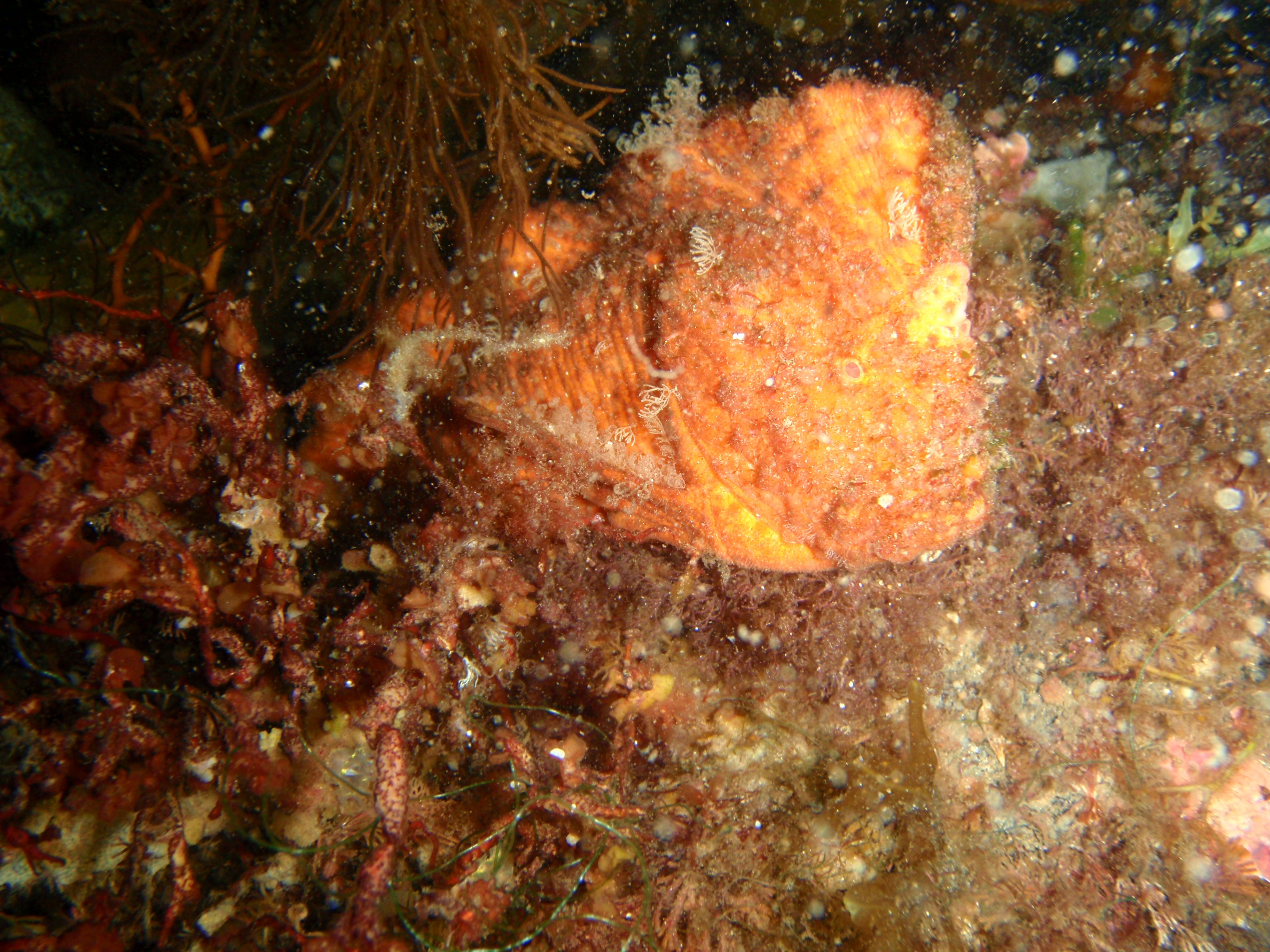
Tarnung eines Aetapcus maculatus-Exemplars

Aetapcus maculatus erbeutet hauptsächlich Krebstiere. Er ist ein Lauerjäger, der in seinem Lebensraum gut getarnt ist.

## Lebensraum
Aetapcus maculatus lebt in flachen Küstengewässern mit Tiefen von bis zu 40 Metern unter dem Meeresspiegel. Die Art lebt in Riffen im Küstenbereich, Buchten und Häfen. Im Lebensraum werden häufig Schwämme gefunden, teilweise auch Seegras und Makroalgen.

## Verbreitung
Die Art findet man im östlichen Teil des Indischen Ozeans. Sie ist entlang der Südküste Australiens verbreitet. Das Gebiet erstreckt sich von Corner Inlet und Wilsons-Promontory-Nationalpark in Victoria bis hin zum Houtman-Abrolhos-Archipel in Western Australia. Den Fisch findet man außerdem an der Nord- und Ostküste Tasmaniens. Er ist in diesen Gebieten endemisch.

## Forschungsgeschichte
Im Jahr 1861 beschrieb Albert Günther die Art anhand eines Exemplars aus dem Gebiet bei Fremantle an der Westküste Australiens als Pataecus maculatus. Der Artname „maculatus“ leitet sich von lateinischen Wort macula (dt. Fleck) ab.
Eric Oswald Gale Scott beschrieb Aetapcus als Untergattung der 1844 von John Richardson eingerichteten Gattung Pataecus. Die beiden Namen sind Anagramme zueinander.
Der Gattung wurden neben Aetapcus maculatus auch die 1883 von Franz Steindachner beschriebene Art Aetapcus vincenti (Pataecus vincenti) und die 1891 Robert Mackenzie Johnston beschriebene Art Aetapcus armatus (Pataecus armatus) zugeordnet. Später wurden alle drei Arten als eine zusammengefasst, sodass Aetapcus maculatus als einzige Art innerhalb der Gattung Bestand hat und die anderen beiden Namen als Synonyme betrachtet werden.
Da einige Drachenkopfverwandte Gift produzieren, wurden bei einer 2006 veröffentlichten Studie einige Arten der Unterordnung hinsichtlich möglicher Giftdrüsen an den Rücken- und Afterflossen untersucht. Bei dieser Untersuchung wurden bei Aetapcus maculatus keine Giftdrüsen nachgewiesen.

## Schutzstatus
Die Gefährdung von Aetapcus maculatus wurde von der IUCN bisher nicht beurteilt.